# 北九州市立高等学校
北九州市立高等学校（きたきゅうしゅういちりつ こうとうがっこう）は、福岡県北九州市戸畑区浅生一丁目に位置する公立高等学校。

## 沿革
- 1963年 - 北九州市立戸畑商業高等学校として開校（設置時点では戸畑市立）。学科は商業科一科。
- 1973年 - 情報処理科を設置
- 2007年 - 北九州市立高等学校に改称。従来の学科を廃止し学科を普通科と情報ビジネス科を設置。

## 教育組織
- 普通科
- 情報ビジネス科

## 校歌
- 作詞: 玉井政雄
- 作曲: 角正年

## アクセス
- JR九州 戸畑駅
- 西鉄バス北九州 沖台二丁目バス停、戸畑区役所前

## 部活動
| - 陸上部 - バレーボール部 - バスケットボール部 - ソフトボール部 - ソフトテニス部 - 剣道部 - 卓球部 - 弓道部 - 野球部 - サッカー部 | - 吹奏楽部 - 電算機部 - 珠算部 - ESS部 - 放送部 - 写真部 - インターアクト部 - 美術部 - イラスト部 - 図書部 - ワープロ部 - 柔道同好会 - ダンス部 |

## 著名な出身者
- 小川一夫（元プロ野球選手）
- 鐘井裕治（元プロ野球選手）
- 山本和範（元プロ野球選手）
- 吉岡賢治郎（元プロ野球選手）
- 溝口大樹（元プロ野球選手）
- 梶原有司（元プロ野球選手）
- 中原麻衣（声優）旧:戸畑商業高校
- 藤井菜々子（競歩選手）
- 柳井綾音（競歩選手）
- 酒井美玖（陸上選手・長距離走）

## 周辺
- 九州工業大学
- 明治学園小学校・中学校・高等学校
- 福岡県立戸畑高等学校
- 福岡県立ひびき高等学校
- 北九州市立高生中学校
- 北九州市立飛幡中学校
- 北九州市立特別支援学校北九州中央高等学園
- 戸畑区役所
- 夜宮公園